# Wiatr od wschodu
Wiatr od wschodu (niem. Ostwind) – nacjonalistyczna powieść autorstwa Augusta Scholtisa z 1932 dotycząca okresu powstań śląskich i ich tła.
Autor przyjął w swoim dziele, składającym się z elementów powieściowych, reportażowych i publicystycznych, tezę o przynależności narodowej, jako akcie woli. Główny bohater, który nie jest ani Polakiem, ani Niemcem, postanawia świadomie wybrać tę drugą nację. Autor ostro krytykuje Ślązaków za polską świadomość narodową i gani ich za udział w powstaniach przeciw Niemcom. Słów krytyki nie szczędzi również niemieckim urzędnikom, przemysłowcom, nauczycielom oraz bojówkarzom, którzy według niego zaniedbywali Ślązaków i pogardzali nimi, w związku z czym lgnęli oni ku polskości. Krytyka ta spowodowała, że powieść wpisania została przez niemieckich nazistów na listę prohibitów. W 2017 książkę wydano w Polsce.